# Gordon Nisbet
Gordon James Mackay Nisbet (Wallsend, 18 settembre 1951) è un allenatore di calcio ed ex calciatore inglese, di ruolo difensore o portiere.

## Caratteristiche tecniche
Ad inizio carriera era un portiere, ruolo che ricoprì anche nella sua prima partita da professionista nella prima divisione inglese, anche se in seguito venne utilizzato sempre come terzino destro in ogni sua altra partita ufficiale.

## Carriera

### Giocatore

#### Club
Esordisce tra i professionisti nella stagione 1969-1970 all'età di 18 anni giocando una partita con il West Bromwich; l'anno seguente, pur essendo in rosa, non gioca invece nessuna partita di campionato, iniziando in compenso a giocare con regolarità fin dalla stagione 1971-1972, nella quale gioca invece 21 partite di campionato. Nella stagione 1972-1973, al termine della quale il club retrocede in seconda divisione, gioca invece 33 partite; tra il 1973 ed il 1976 gioca poi per un triennio da titolare in seconda divisione, totalizzandovi complessivamente 81 partite senza mai segnare (per un totale quindi di 136 incontri di campionato con la maglia del club nell'arco di sette stagioni). Nel quadriennio che va dal 1976 al 1980 gioca invece nell'Hull City: con le Tigers, in particolare, milita in seconda divisione dal 1976 al 1978 ed in terza divisione dal 1978 al 1980, segnando in totale una rete in 193 partite di campionato.
Gioca in seguito al Plymouth, club in cui per sette stagioni è titolare fisso: le prime cinque, tra il 1980 ed il 1986, sono tutte trascorse in terza divisione, mentre nella stagione 1986-1987 gioca nuovamente in seconda divisione. Dopo complessive 14 reti in 281 partite di campionato lascia quindi il club per accasarsi all'Exeter City, con la cui maglia nel corso della stagione 1987-1988 gioca 12 partite nel campionato di quarta divisione, peraltro le sue ultime in carriera tra i professionisti: gioca infatti solamente un'ulteriore stagione, con i dilettanti dell'Ottery St Mary, per poi nel 1989 ritirarsi, all'età di 39 anni.
In carriera ha totalizzato complessivamente 622 presenze e 15 reti nei campionati della Football League.

#### Nazionale
Nel 1972 ha giocato una partita nella nazionale inglese Under-23.

### Allenatore
Nel 1992 è stato per 2 partite allenatore ad interim del Plymouth in coppia con Alan Gillett.